# Parafia Nawiedzenia Najświętszej Maryi Panny w Zadusznikach
Parafia Nawiedzenia Najświętszej Maryi Panny w Zadusznikach – parafia rzymskokatolicka, znajdująca się w diecezji włocławskiej, w dekanacie szpetalskim. 